# Junonia laodamia
Junonia laodamia är en fjärilsart som beskrevs av Carl Alexander Clerck. Junonia laodamia ingår i släktet Junonia och familjen praktfjärilar. Inga underarter finns listade i Catalogue of Life.